# Краснов Станіслав Олександрович
Станіслав Олександрович Краснов (нар. 12 вересня 1986, м. Сімферополь) — український військовик, громадський діяч, правозахисинк.

## Життєпис
Служив у кримському МВС (оперуповноважений Київського РВ Сімферопольського МВ УМВСУ), після Євромайдану став командиром батальйону Крим. Під час війни був поранений.
Брав активну участь у блокаді окупованої Автономної Республіки Крим, був співкоординатором штабу акції та комендантом табору. Голова кримського відділення громадянського корпусу «Азов» (в інших ресурсах «Цивільного корпусу „Азов-Крим“»). Був помічником-консультантом народного депутата Едуарда Леонова.
Затриманий СБУ з формулюванням «за підозрою в незаконному зберіганні зброї, замаху на терористичний акт та державній зраді» У червні 2016 адвокат і дружина Станіслава Краснова заявили, що його доправили в центральну лікарню «швидкої допомоги» в Києві після побиття під час перебування в СІЗО. Зі слів Станіслава, слідчі катували його в лісі та у приміщенні СБУ, але, не маючи доказів, 2 березня 2016 року звільнили з-під варти, а з СІЗО Краснов вийшов 23 вересня 2016 року.
Автор і ведучий інтернет медіа проєкту «Pro Крим».